# Wybory prezydenckie w Tadżykistanie 2006
Wybory prezydenckie w Tadżykistanie odbyły się 6 listopada 2006.
O urząd prezydenta ubiegali się:
- Emomali Rachmonow – beneficjent i członek dominującej Ludowo-Demokratycznej Partii Tadżykistanu.
- Abdualim Gafforow z Partii Socjalistycznej.
- Amir Karokulow z Partii Agrarnej.
- Olimdżon Bobojew z Partii Reform Gospodarczych Tadżykistanu.
- Ismoil Talbakow z Komunistycznej Partii Tadżykistanu.

Prezydent Emomali Rachmonow wygrał wybory, uzyskując 79% oddanych głosów, dzięki czemu pozostał na swoim stanowisku na trzecią kadencję.
Islamska Partia Odrodzenia Tadżykistanu, Partia Demokratyczna oraz Partia Socjaldemokratyczna zbojkotowały wyniki wyborów. Strony te krytykują wyborczy aparat jaki stosuje Ludowo-Demokratyczna Partia Tadżykistanu.
Wyniki wyborów nie zostały uznane przez większość państw demokratycznych, w tym Unię Europejską.

## Wyniki wyborów
|  | Kandydat          | Głosy | Procent |
|  | ----------------- | ----- | ------- |
|  | Emomali Rachmonow | -     | 79,3%   |
|  | Olimdżon Bobojew  | -     | 6,2%    |
|  | Amir Karokulow    | -     | 5,3%    |
|  | Ismoil Talbakow   | -     | 5,1%    |
|  | Abdualim Gafforow | -     | 2,8%    |